# Апостол Фаддей
Апо́стол Фадде́й (сир. ܬܕܝ, др.-греч. Θαδδαῖος, лат. Thaddæus; Иуда Иаковлев или Леввей, Lebbaeus), согласно Библии — один из двенадцати апостолов, сын Клеопы. Святой Православной и Католической церквей.
Упомянут в списках апостолов в Евангелиях от Луки (Лк. 6:16) и от Иоанна (Ин. 14:22), а также в Деяниях Апостолов (Деян. 1:13). В Евангелии от Иоанна Иуда на Тайной Вечере задаёт вопрос Иисусу о его грядущем воскресении. При этом он назван «Иуда — не Искариот» (Евангелие от Иоанна, 14:22) чтобы отличить его от Иуды, предателя.
Согласно преданию, апостол Иуда проповедовал в Палестине, в Аравии, Сирии и Месопотамии, и умер мученической смертью в Армении между 40—69 годами н. э. Предполагаемая могила расположена на территории армянского монастыря Святого Фаддея на северо-западе современного Ирана. Часть мощей святого апостола пребывает в Ватикане в соборе Святого Петра. Небольшая часть мощей апостола находится в базилике апостола Андрея Первозванного в Кёльне (Германия).
Память апостола Иуды Католическая церковь отмечает 28 октября, Православная церковь — 19 июня (2 июля) и 30 июня (13 июля) (Собор двенадцати апостолов).

## Идентификация с Фаддеем
В Евангелии от Матфея (Мф. 10:3) и от Марка (Мк. 3:18) упоминается Фаддей или Леввей, прозванный Фаддеем; по мнению большинства толкователей — это тот же самый Иуда.

## Идентификация с Иудой — братом Иисуса
В Средние века апостол Иуда зачастую отождествлялся с Иудой, братом Иисуса Христа, упомянутым в Евангелии от Марка (Мк. 6:3), точно так же как и брат апостола Иуды — Иаков Алфеев отождествлялся с Иаковом Праведным. Сейчас большинство библеистов полагают апостола Иуду Иаковлева и Иуду, «брата Господня», разными лицами. Определённую трудность в связи с этим вызывает установление авторства Послания Иуды, где Иуда называет себя братом Иакова.
Православное предание, отождествляющее апостола Иуду и Иуду, «брата Господня», говорит о том, что апостол Иуда не дерзал называть себя сводным братом Господним (Иуд. 1:1) по той причине, что когда Иосиф Обручник решил разделить между наследниками своё имущество, то все, кроме Иакова, не пожелали, чтобы и Иисус получил надел, равный с наделами сыновей Иосифа от первой жены.

## В искусстве
В западноевропейском искусстве атрибутом Иуды Фаддея является анахронистичная алебарда. С этим связана его легенда, точнее фрагмент легенды, описывающий кончину апостола.

## Память
- Церковь Святого Фаддея — армянская церковь в Иордании.
- Храм Апостолов Симона и Фаддея — католический храм в России (Сочи).
- Кафедральный собор Святых Фаддея и Варфоломея — армянский собор в Баку, Азербайджан, разрушенный в 1934 году.
- Монастырь Святого Фаддея — армянский монастырь в Иране.
- Церковь Святого Фаддея — церковь в городе Масис, Армения.

## Галерея

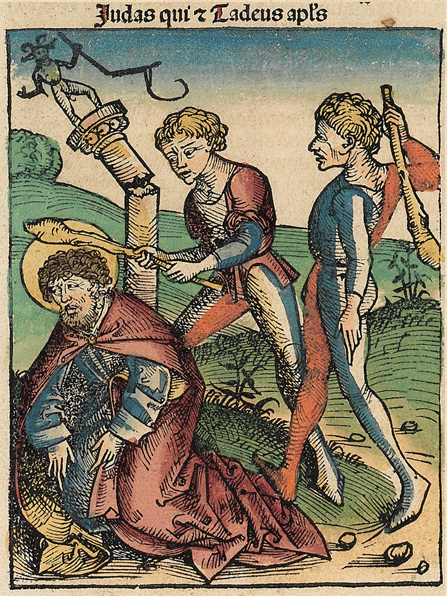
Мученичество апостола Фаддея (Нюрнбергская хроника, 1493 год)
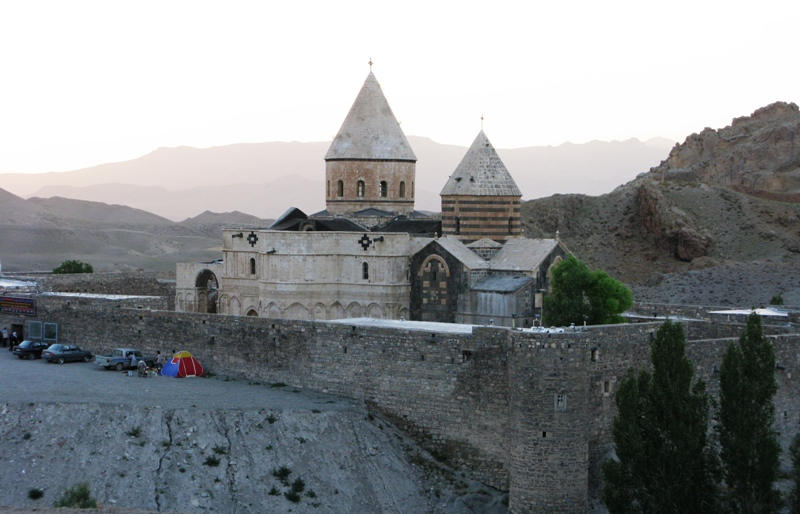
Монастырь Святого Фаддея, Чалдоран, Иран
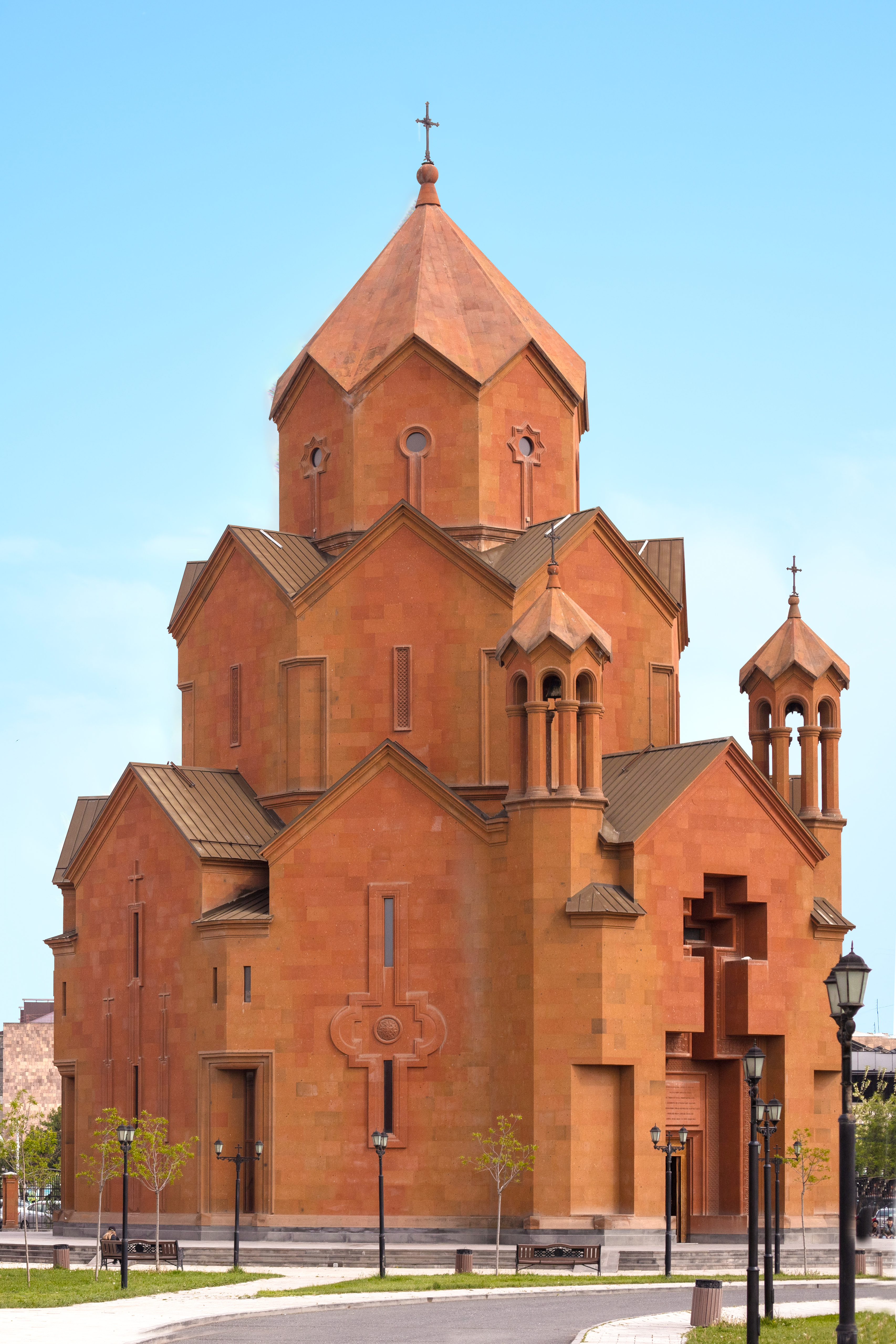
Церковь Святого Фаддея, Масис, Армения